# Theater Osnabrück

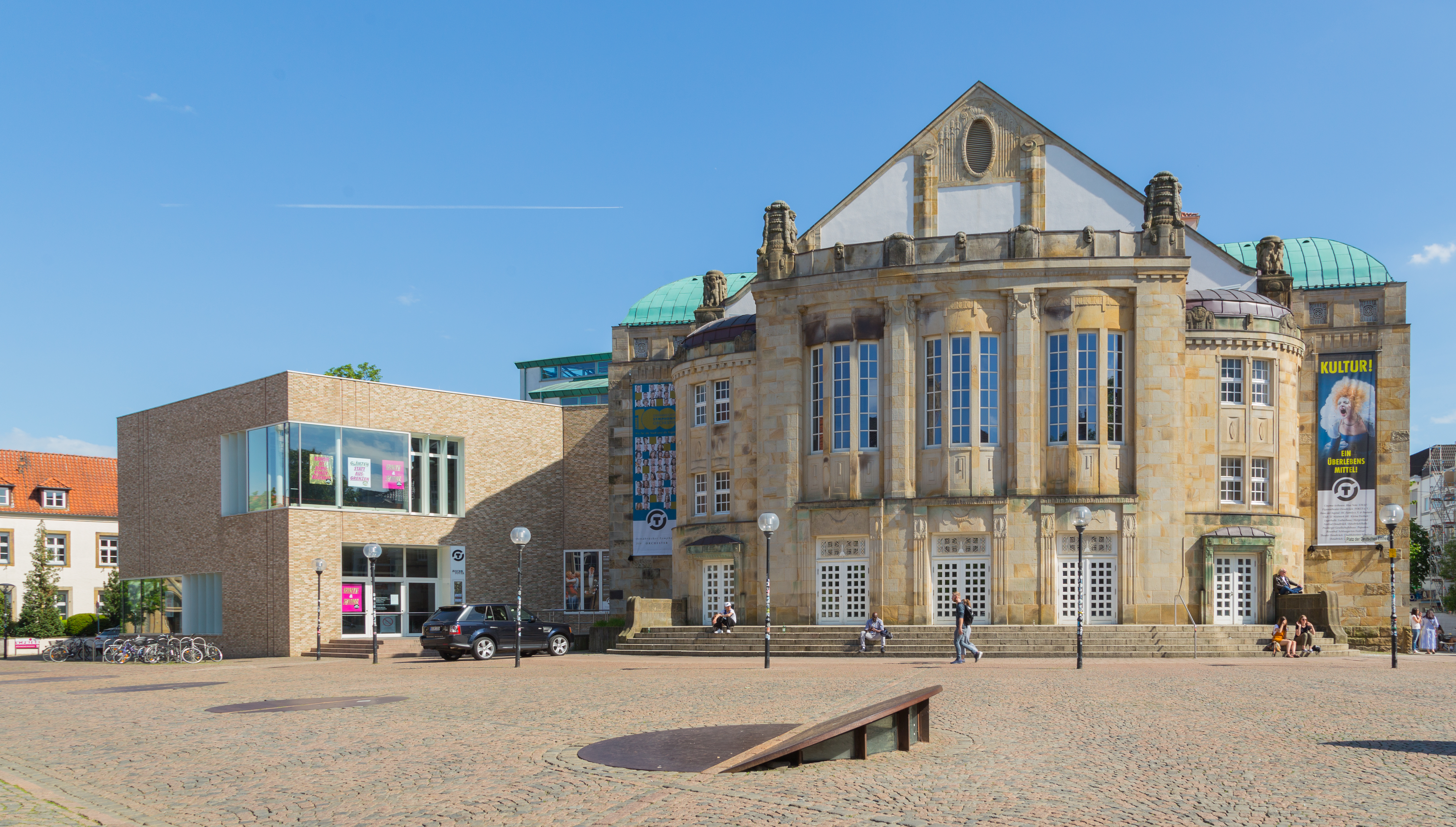
Hauptspielstätte des Theaters Osnabrück am Domhof/Platz der Deutschen Einheit

Das Theater Osnabrück (ursprünglich Stadt-Theater) ist ein städtisches Fünf-Sparten-Theater in Osnabrück (Niedersachsen), das von der Städtische Bühnen Osnabrück gGmbH betrieben wird. Neben den Sparten Musiktheater, Schauspiel, Tanz und Konzert bieten die Städtischen Bühnen Theater für Kinder und Jugendliche mit OSKAR – Junges Theater Stadt und Landkreis Osnabrück, das durch den Verein OSKARs Freunde e. V. getragen wird. Pro Spielzeit werden etwa 25 Neuproduktionen, acht Sinfoniekonzerte und über 700 Veranstaltungen angeboten, zu denen insgesamt über 190.000 Besucher kommen.
Seit 1945 unterstützt der Theaterverein Osnabrück e. V. die Bühnen ideell und materiell. Als Ziel nannten die Gründer, Bürger der Stadt, die Wahrung und Förderung des kulturellen Lebens der Stadt Osnabrück. Seit 2013 vergeben das Theater Osnabrück und der Theaterverein gemeinsam den Osnabrücker Dramatikerpreis.

## Spielstätten
Hauptspielstätte ist das Jugendstil-Theater mit 585 Plätzen (zusätzlich 42 in den Orchesterreihen) am Domhof/Platz der Deutschen Einheit. Daneben gibt es in der Weststadt ein Studio-Theater, das emma-theater, mit 105 Plätzen.

## Geschichte

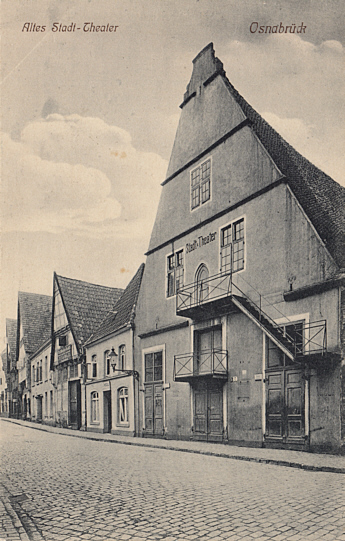
Altes Stadttheater, Große Gildewart

Theater gespielt wurde in Osnabrück bereits seit 1771 im Marstall-Flügel des Osnabrücker Schlosses. Ab 1780 wurden zwei ehemalige Adelshöfe in der Straße Große Gildewart als Spielstätte genutzt. Hier trat auch Albert Lortzing zwischen 1827 und 1833 auf. 1832 übernahm die Stadt den Komplex als erstes kommunales Theater. Wegen fehlender Feuerschutzeinrichtungen wurde dieses Theater 1881 vorübergehend geschlossen und mit einem eisernen Vorhang versehen. Der Wunsch nach einem Neubau wuchs.
An der südlichen Seite des Domhofs hatte sich seit 1817 in der früheren Boeselagerschen Kurie das Ratsgymnasium, ein Gymnasium für Knaben, befunden. Die Schule räumte das Gebäude und zog zum Wall um.
Der ursprüngliche Entwurf für das heutige Jugendstil-Gebäude auf der Fläche der Boeselagerschen Kurie stammt von dem Dresdner Architekten Martin Dülfer. Sein Entwurf wurde aus finanziellen Gründen nicht vollständig übernommen. Die Bauleitung für das Theater hatte der Osnabrücker Baurat Friedrich Lehmann (1869–1961), der die endgültigen Pläne ausarbeitete. Das Gebäude mit Sandsteinverkleidungen und Putzflächen und gerundeter Frontseite ist vielfach verziert, etwa mit Füllhörnern, Medaillons, stilisierten Lotosblüten und Putten.
1905 legte Oberbürgermeister Julius Rißmüller den Grundstein an der südlichen Seite des Domhofs. Der Rohbau stand im Herbst 1908. 1909 war das Theater vollendet, mit vielen Zuwendungen der Osnabrücker Bevölkerung. So war der Bühnenvorhang „ein Geschenk der Osnabrücker Frauen und Jungfrauen“. Er hob sich erstmals am 29. September 1909 zum Shakespeare-Drama Julius Cäsar. Gründungsintendant war Karl Ulrichs, der das Haus bis 1925 führte.
Das Theater gewann in den ersten zwanzig Jahren überregionales Ansehen durch Erst- und Uraufführungen.
Ab 1931 war der jüdischstämmige Fritz Berend Intendant des Hauses. Nach der nationalsozialistischen Machtergreifung wurde das Theater gleichgeschaltet, Berend im April 1933 abgesetzt und durch Walter Storz ersetzt. In der Zeit des Nationalsozialismus arbeitete es eng mit dem Regime zusammen und hieß „Deutsches Nationaltheater“.
Im Zweiten Weltkrieg wurde das Theatergebäude am Domhof am 25. März 1945, dem Palmsonntag, durch einen Bombenangriff schwer beschädigt. Das Foyer blieb erhalten; es war jedoch rußgeschwärzt.
Nach Kriegsende verhängten die britischen Militärbehörden ein Kulturverbot. Das Verbot kultureller Betätigung wurde im Juli 1945 aufgehoben. Es wurde mit der Auflage verbunden, dass sich das Theater, ausgestattet mit einem Grundkapital, selbst tragen müsse. Im September 1945 wurde der Theaterverein Osnabrück mit dem Vorsitzenden Allan Haarmann gegründet, am 4. Oktober 1945 die Theater GmbH. Erster Intendant war Hanspeter Rieschel aus Bielefeld. Die britische Militärbehörde erlaubte ihm und dem damaligen Stadtarchivar und Schriftsteller Ludwig Bäte, Theaterstücke, Opern und Operetten aufzuführen sowie Konzerte zu veranstalten.
Im Foyer des Theaters wurde eine Behelfsbühne mit 150 Plätzen eingerichtet. Dort fand am 1. Dezember 1945 die erste Premiere der Nachkriegszeit statt. Ab Februar 1946 wurde der Saal des Restaurants Blumenhalle als weitere Spielstätte genutzt. Er wurde im Sommer 1946 umgebaut und unter dem Namen „Neues Stadttheater“ betrieben. Die Besucher mussten im Winter der Spielzeit 1946/47 je ein Stück Holz, ein Brikett oder ein Stück Torf mitbringen, damit der Saal geheizt werden konnte. 1947/48 ging der Betrieb von der Theater GmbH an die Stadt Osnabrück zurück. Als Intendant löste 1948 Heinrich Buchmann den ersten Nachkriegsintendanten Rieschel ab.
Im Mai 1949 beschloss der Stadtrat, das Theater am Domhof wieder aufzubauen; die Beschäftigten des Neuen Theaters in der Blumenhalle wurden entlassen. Sie wechselten zum Teil zum privaten Lortzingtheater, das jedoch nur bis 1950 bestand.
1950 wurde eine neue Theater GmbH gegründet. Im wieder aufgebauten Theater am Domhof wurde am 9. September 1950 mit „Über allem Zauber Liebe“ von Pedro Calderón de la Barca Premiere gefeiert. In der Spielzeit 1950/51 hatte das Theater in 343 Vorstellungen insgesamt 220.000 Besucher. 1956 wurden die Anteile der Theater GmbH von der Stadt Osnabrück übernommen.
Das Theater wurde in den folgenden Jahrzehnten in zwei Abschnitten umgebaut. 1971 wurde ein neues Foyer angebaut; auch die Innenausstattung wurde verändert. Weitere bauliche Veränderungen im Stil der Zeit wurden 1985 begonnen und 1987 abgeschlossen. Ein zweiter großer Umbauschritt wurde ab 1987 angestrebt, dieser musste aufgrund einer fehlenden Zuschusszusage des Landes Niedersachsen verschoben und später in seinem Volumen deutlich verkleinert werden. 1992 wurden auf das stark verkleinerte Investitionsvolumen ein Zuschuss des Landes gewährt und mit dem Umbau am Theater 1995 begonnen und 1997 abgeschlossen.

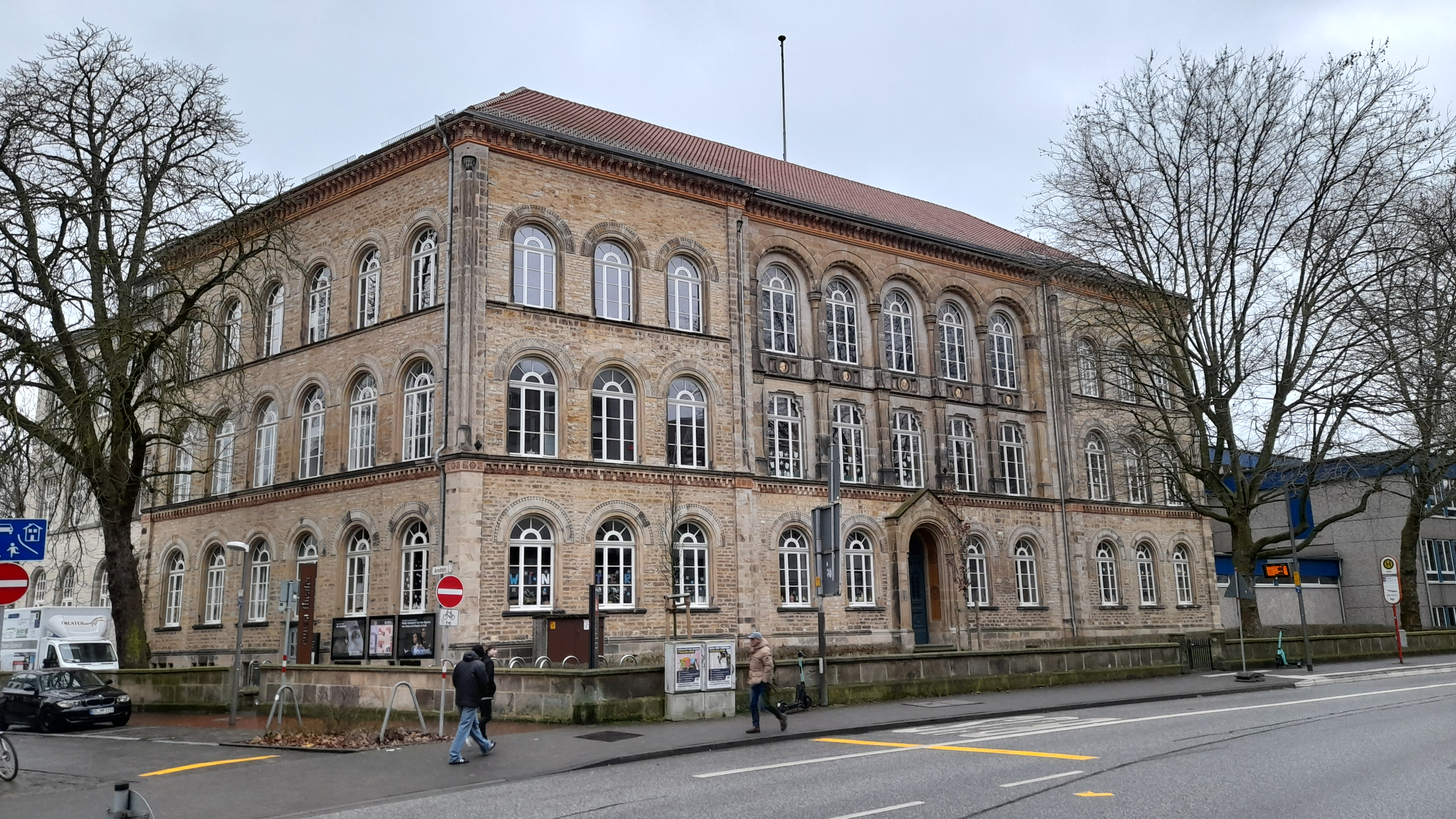
Standort des emma-Theater im Schulgebäude Lotter Str. 6

Am 11. März 1982 wurde die Studiobühne emma-Theater als zusätzliche Spielstätte vor allem für experimentelle Stücke, Kammerspiele sowie Kinder- und Jugendtheater eröffnet. Sie befindet sich in der ehemaligen Aula des Ernst-Moritz-Arndt-Gymnasiums im Schulgebäude Lotter Straße 6. Das Gymnasium war 1980 an seinen neuen Standort im Schulzentrum Sonnenhügel umgezogen. Der Name emma-Theater leitet sich von der Abkürzung der Schule (EMA) ab.
Um dem Theater am Domhof zum hundertjährigen Bestehen im Jahr 2009 seinen historischen Jugendstilgiebel zurückgeben, wurde der Förderverein Jugendstilgiebel gegründet. Die Baukosten wurden damals mit 350.000 Euro veranschlagt. Das Projekt konnte noch nicht realisiert werden.

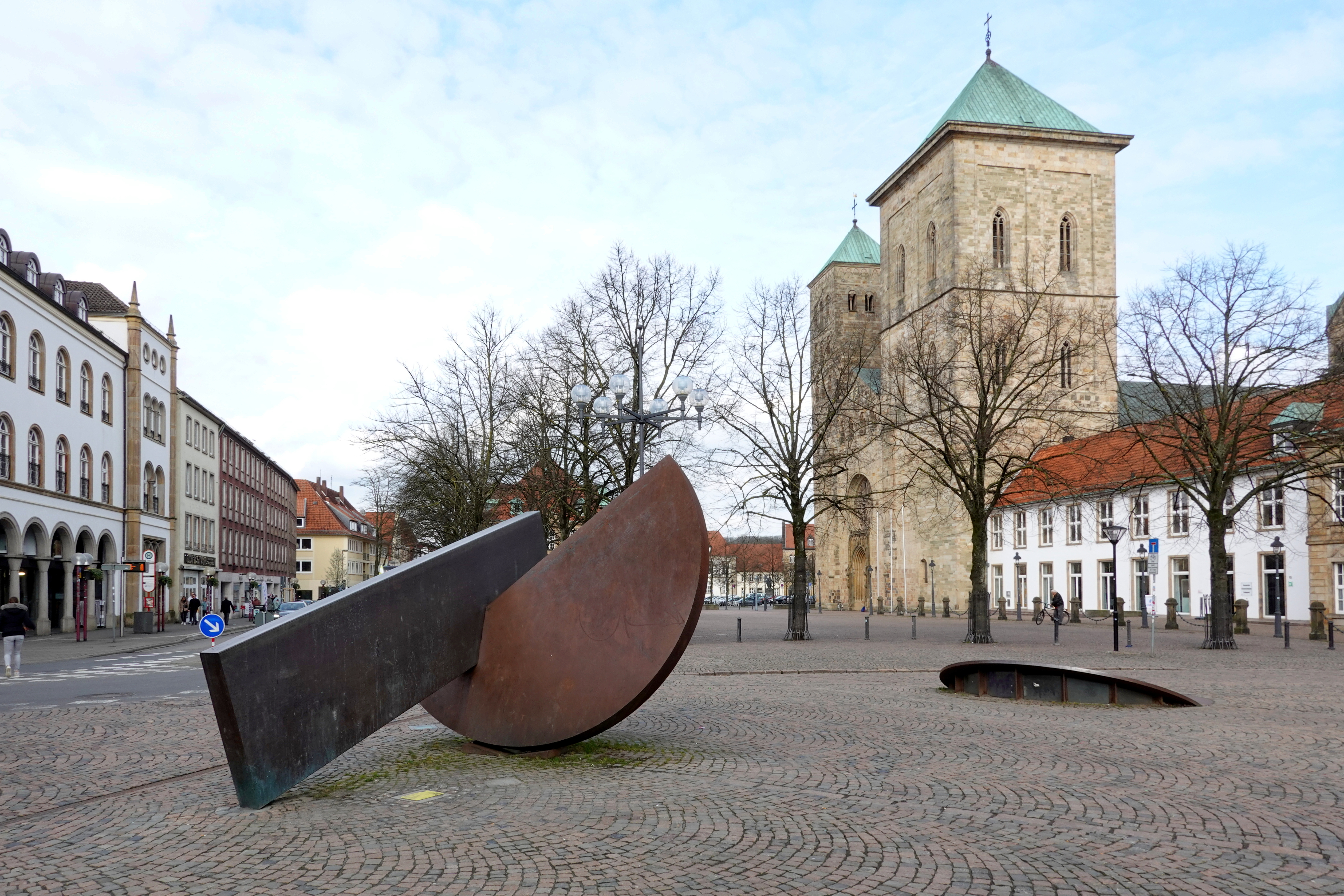
Plastik Gleiches Gewicht – Gleichgewicht von Joachim Bandau auf dem Theatervorplatz

Auf dem Vorplatz des Theaters wurde 1998 die Plastik Gleiches Gewicht – Gleichgewicht des Künstlers Joachim Bandau aufgestellt, die von der Herrenteichslaischaft gestiftet wurde. Der Platz trägt seit 2010 den Namen Platz der Deutschen Einheit. 2011 wurde das Theaterfoyer renoviert.
2015 wurden die Städtischen Bühnen Osnabrück mit dem Theaterpreis des Bundes ausgezeichnet. Der sich vor allem an kleinere und mittlere Spielstätten richtende Preis wurde von einer von Kulturstaatsministerin Monika Grütters berufenen Jury vergeben und war im Fall des Osnabrücker Theaters mit 80.000 Euro dotiert. In der Begründung der Jury für die Preisvergabe heißt es: „Den Städtischen Bühnen Osnabrück gelingt es auf beeindruckende Weise, mit allen Sparten gleichermaßen ein qualitativ bemerkenswertes und stringentes Programm zu gestalten.“
Kurz vor der Sommerpause Ende Juni 2025 kam es am Theater in Osnabrück zu einem bundesweit beachteten Eklat. Der Intendant Ulrich Mokrusch setzte ein an Senecas Bearbeitung des antiken Dramas König Ödipus angelehntes Stück über sexuellen Missbrauch in der römisch-katholischen Kirche, mit dem ursprünglich die kommende Theatersaison eröffnet werden sollte, komplett ab. Außerdem entließ er das gesamte Regieteam, um die verfremdete Darstellung einer katholischen Messe auf der Bühne zu unterbinden. Eingriffe der Intendanz in die Vorbereitungen eines geplanten Stücks kommen an Schauspielhäusern bisweilen vor, die Entlassung eines ganzen Regieteams war bis dahin in Deutschland einmalig.

## Intendanz und Leitung

### Aktuelle Leitung
- Ulrich Mokrusch: Intendant und Geschäftsführer
- Matthias Köhn: Kaufmännischer Direktor und Geschäftsführer
- Andreas Hotz: Generalmusikdirektor
- Juliane Piontek und Norbert Schmittberg: Operndirektion

- Claudia Lowin und Christian Schlüter: Schauspieldirektion

Das Team um Ulrich Mokrusch leitet das Theater seit der Spielzeit 2021/22.

### Intendanzen ab 1945
- 1945–1948: Hanspeter Rieschel
- 1948–1949: Friedel Rabe (Geschäftliche Leitung), Heinrich Buchmann (Künstlerische Leitung)
- 1950–1955: Erich Pabst
- 1956–1960: Günter Meincke
- 1960–1968: Peter Maßmann
- 1968–1981: Jürgen Brock
- 1981–1991: Erdmut Christian August[14] (auch Chefdramaturg der Städtischen Bühnen Münster).[15]
- 1991–1997: Norbert Kleine-Borgman
- 1997–2005: Norbert Hilchenbach[16][17]
- 2005–2011: Holger Schultze
- 2011–2021: Ralf Waldschmidt
- ab 2021: Ulrich Mokrusch[18]